# Пневмоглушник
Пневмоглушни́к — кондиціонер робочого газу, призначений для зменшення шуму, спричиненого виходом робочого газу в атмосферу.
Принцип дії пневмоглушника засновано на зниженні енергії звукових коливань при проходженні відпрацьованого повітря через пористий звуковбирний металокерамічний елемент.
Пневмоглушник практично не має відмов у роботі через простоту конструкції, має малі габарити і високу міцність.
Фільтроелементи підлягають повній регенерації, так як виконані з високопористого проникного матеріалу, мають тривалий термін експлуатації.